# グラストンベリー
グラストンベリー（Glastonbury）は、イギリス・サマセットにある小さな町。ブリストルの南37kmの位置にある。行政上は非都市ディストリクトのメンディップ内にあり、2011年の国勢調査での人口は8,932人。

## 町と伝説の関わり
町はアリマタヤのヨセフや聖杯、アーサー王伝説で知られている。『アリマタヤのヨセフの聖杯物語』の伝説が、13世紀にフランスの詩人ロベール・ド・ボロンにより紹介された。大元の伝承は4世紀を発祥とし、13世紀に著された伝説によれば、フィリポがヨセフを宣教師として派遣したとされ、ここグラストンベリーにブリテン島で最初の教会を設立したというものである。とはいえあくまでも俗説に過ぎず「歴史に基づくものではない」とされている。
アーサー王伝説にはグラストンベリー修道院跡が深く関わっており、イングランド王ヘンリー2世はアーサー王伝説を自らの権威付けに利用、この意向に沿ってヘンリー2世に仕えていたウァースは『ブリュ物語』を作り出し、ヘンリー2世をアーサー王の後継者と位置付ける狙いと、物語を通じてブリトン人とノルマン人の合流を企図した。その一環としてグラストンベリー修道院はアーサー王終焉の地・アヴァロンに擬せられ、ヘンリー2世は1184年の火災で焼け落ちた修道院に再建資金を援助したり、アーサー王埋葬の噂を元に修道院を発掘させたりしていた。1189年のヘンリー2世の死後に修道士たちが修道院の墓地にアーサー王と王妃グィネヴィアの墓を発見、宝剣エクスカリバーもアーサー王の墓から出たという噂が広まり、グラストンベリー修道院はアーサー王ゆかりの巡礼地として定着していった。

## 出身人物
- ヘンリー・フィールディング - 劇作家
- ヘンリー・スコット・ストークス - ジャーナリスト

## 姉妹都市
- フランス ブルトヌー